# 伯特伦·伊夫林·斯迈西斯
伯特伦·伊夫林·斯迈西斯（Bertram Evelyn (Bill) Smythies，1912年7月11日—1999年6月27日）为英国林务员和鸟类学家。
伯特伦·伊夫林·斯迈西斯出生于印度，父亲伊夫林·阿瑟·斯迈西斯（Evelyn Arthur Smythies）为印度北方邦造林学家，并在20世纪40年代担任尼泊尔森林首席保护员（Chief Conservator of Forest of Nepal）；母亲奥利芙（Olive）为知名作家。自毕业于英国后，斯迈西斯于牛津大学贝利奥尔学院就读植物学和林学。
斯迈西斯的祖父在1873年来到印度就职于德拉敦附近的印度林业局，直至1902年。他的父亲拥有牛津大学地质学和林学学位，1908年至1940年也就职于印度林业局。斯迈西斯1912年出生于奈尼塔。他的父亲写道：“……六个月大的时候就开始带他爬山，还在古毛恩（Kumaon）的山上露营……从小就在楠达德维山（Nanda Devi）和特里蘇爾峰（Trisul）的自然风光中长大，怎么不会对山脉和自然历史感兴趣呢？”
斯迈西斯的父亲曾被尼泊尔王公聘任为森林顾问，1940年后搬到了加德满都，直到1947年。1934年，斯迈西斯进入了缅甸林业局。在此期间，他在克钦当地指导和朋友的帮助下，研究了缅甸地区的植物和鸟类。他精通缅甸语、景颇语、马来语和伊班语。他还是英国植物学家及探险家金顿-沃德（Kingdon-Ward）的忠实粉丝。
1949年1月，他获委任加入砂拉越殖民地林业局，他在砂拉越生活了15年。在他52岁的那年，他离开了砂拉越，娶了一位才华横溢的植物艺术家佛罗伦萨·吉尔·玛丽（Florence "Jill" Mary）。之后的15年，他生活于西班牙山区、不列颠山区、阿尔卑斯山和比利牛斯山脉，最后来到了英国。他的妻子吉尔去世于1994年。1986年，他通过伦敦林奈学会以吉尔的名字创立了吉尔·斯迈西斯奖，其奖励关于“对有植物鉴定有帮助的图画。园艺领域的园艺种图像不在此列。”
他的著作主要包括：
- 《缅甸鸟类》（The Birds of Burma，1940年首次出版）
- 《婆罗洲鸟类》（The Birds of Burma）
- 《砂拉越常见树木》（Common Sarawak Trees）
- 《欧洲西南部花卉》（Flowers of South-West Europe，与奥列格·波留宁和吉尔·斯迈西斯共著）
- 《希腊花卉》（Flowers of Greece）

## 扩展阅读
- 吉尔·斯迈西斯奖（页面存档备份，存于）